# شركة التأمين الشامل البولندية

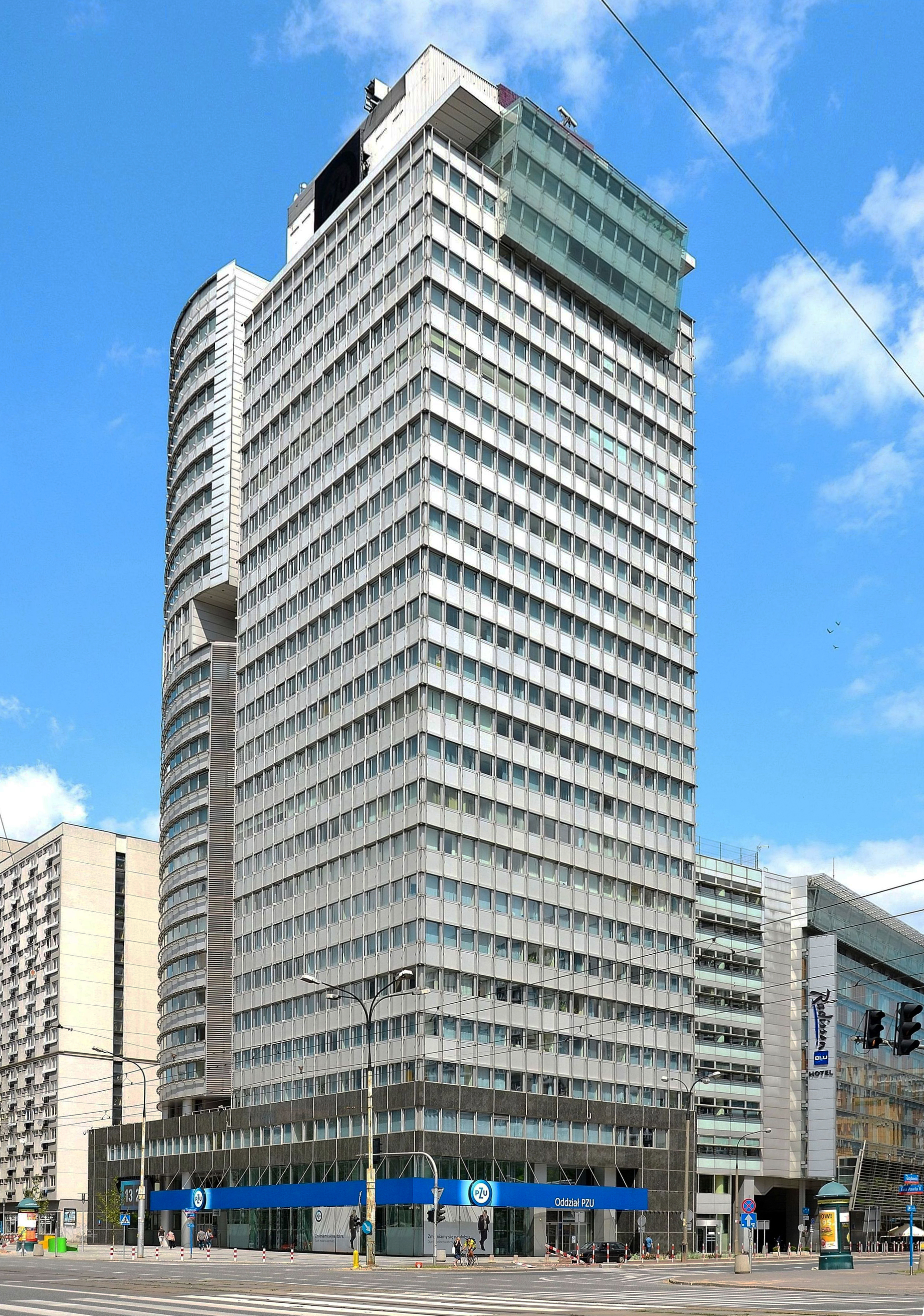
برج بي زد يو ، المقر الرئيسي لمجموعة بي زد يو في وارسو

شركة التأمين الشامل البولندية ( بي زد يو ) ( دبليو أس إي ) هي شركة تأمين مطروحة للتداول العام ، وهي أحد مكونات ويج 20 وأكبر وأقدم شركة تأمين في بولندا.  يقع المقر الرئيسي لـ بي زد يو في وارسو  وهي أيضًا واحدة من أكبر المؤسسات المالية في بولندا. وهي أيضًا واحدة من أفضل شركات التأمين في أوروبا الوسطى والشرقية. تتعلق المزايا الرئيسية للمجموعة بالمركز التنافسي القوي والمستوى العالي من حقوق الملكية والفعالية العالية للنشاط التجاري.
تقدم مجموعة بي زد يو أكبر مجموعة مختارة من منتجات التأمين في السوق البولندية (ما يقرب من 200 منتج تأمين) وتعزز باستمرار نطاق الخدمات المقدمة. يشمل نشاط مجموعة بي زد يو خدمات التأمين المالي الشاملة. تقدم كيانات المجموعة خدمات في مجال التأمين على غير الحياة والتأمين الشخصي والتأمين على الحياة وصناديق الاستثمار وصناديق التقاعد المفتوحة.

## روابط خارجية
- الموقع الرسمي